# Liste der Nummer-eins-Hits in Irland (1977)
Diese Liste enthält alle Nummer-eins-Hits in Irland im Jahr 1977. Es gab in diesem Jahr 24 Nummer-eins-Singles.
| Singles |
| --- |
| - Johnny Mathis – When a Child Is Born (Soleado) - 1 Woche (1. Januar – 7. Januar) - Chicago – If You Leave Me Now - 2 Wochen (8. Januar – 21. Januar, insgesamt 6 Wochen; siehe 1976) - Smokie – Living Next Door to Alice - 2 Wochen (22. Januar – 4. Februar) - Julie Covington – Don’t Cry for Me, Argentina - 3 Wochen (5. Februar – 25. Februar) - Leo Sayer – When I Need You - 3 Wochen (26. Februar – 18. März) - Manhattan Transfer – Chanson d'amour - 3 Wochen (19. März – 8. April) - ABBA – Knowing Me, Knowing You - 5 Wochen (9. April – 13. Mai) - The Swarbriggs – It's Nice To Be In Love Again - 1 Woche (14. Mai – 20. Mai) - Dead End Kids – Have I the Right? - 3 Wochen (21. Mai – 10. Juni) - Susan McCann – Big Tom is Still the King - 2 Wochen (11. Juni – 24. Juni) - Dickie Rock – Back Home - 4 Wochen (25. Juni – 22. Juli) - Olivia Newton-John – Sam - 2 Wochen (23. Juli – 5. August) - Brendan Grace – When Benji Wrapped his Tractor Round the Old Oak Tree - 2 Wochen (6. August – 19. August) - Brendan Quinn – Daddy's Little Girl - 1 Woche (20. August – 26. August) - Brotherhood of Man – Angelo - 1 Woche (27. August – 2. September) - Joe Dolan – I Need You - 1 Woche (3. September – 9. September, insgesamt 2 Wochen) - Elvis Presley – Way Down - 1 Woche (10. September – 16. September, insgesamt 2 Wochen) - Joe Dolan – I Need You - 1 Woche (17. September – 23. September, insgesamt 2 Wochen) - Carly Simon – Nobody Does it Better - 1 Woche (24. September – 30. September) - Elvis Presley – Way Down - 1 Woche (1. Oktober – 7. Oktober, insgesamt 2 Wochen) - David Soul – Silver Lady - 4 Wochen (8. Oktober – 4. November) - Baccara – Yes Sir, I Can Boogie - 1 Woche (5. November – 11. November) - The Carpenters – Calling Occupants of Interplanetary Craft - 2 Wochen (12. November – 25. November) - Boney M. – Belfast - 1 Woche (26. November – 2. Dezember) - Status Quo – Rockin' All Over the World - 1 Woche (3. Dezember – 9. Dezember) - Wings – Mull of Kintyre - 10 Wochen (10. Dezember 1977 – 17. Februar 1978) |

Siehe auch: Nummer-eins-Hits 1977 in  Australien, Belgien, Deutschland, Finnland, Frankreich, Italien, Japan, Kanada, Neuseeland, den Niederlanden, Norwegen, Österreich, Schweden, der Schweiz, Spanien, den Vereinigten Staaten und im Vereinigten Königreich.